# Pajtuny (powiat braniewski)
Pajtuny – wieś w Polsce położona w województwie warmińsko-mazurskim, w powiecie braniewskim, w gminie Pieniężno.
W latach 1975–1998 miejscowość należała administracyjnie do województwa elbląskiego. Wieś znajduje się w historycznym regionie Warmia.